# Dia Circassiano de Luto

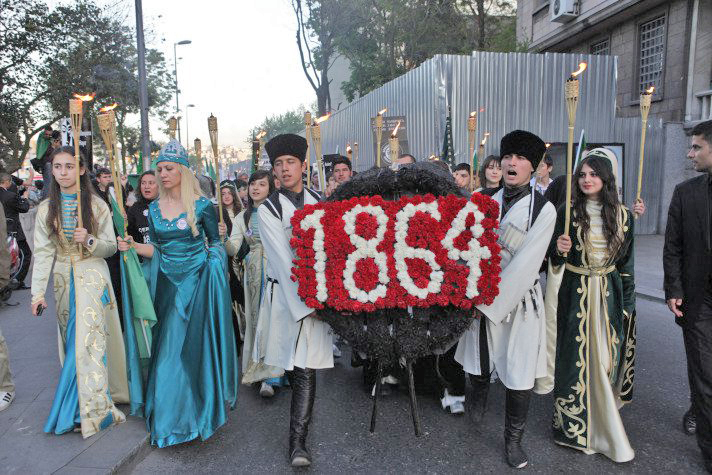
Circassianos turcos durante uma marcha em memória em Istambul, 21 de maio de 2011

O Dia de Luto Circassiano (Adyghe: Шъыгъо-шӏэжъ маф; Russo: День памяти жертв Кавказской войны) é observado pela diáspora Circassiana todos os anos em 21 de maio para comemorar todos aqueles que foram mortos e deslocados pelo genocídio Circassiano, que ocorreu nos estágios finais da invasão russa da Circássia. É conhecido na Rússia como o Dia da Memória das Vítimas da Guerra do Cáucaso, porque o governo russo não reconhece os eventos como genocídio. Em 21 de maio de 1864, o general russo Pavel Grabbe realizou um desfile militar no que é hoje Krasnaya Polyana após a vitória de suas tropas na Batalha de Qbaada; foi também neste dia que a Circássia foi anexada pelo Império Russo, que então lançou uma campanha para esvaziar a região do povo nativo Circassiano.

## Contexto
De 1763 a 1864, os Circassianos lutaram contra os russos na Guerra Russo-Circassiana. Durante a guerra, o Império Russo empregou uma estratégia genocida de massacrar civis circassianos. Apenas uma pequena porcentagem que aceitou a russificação e o reassentamento dentro do Império Russo foi completamente poupada. A população circassiana remanescente que se recusou foi dispersa ou morta em massa. Aldeias circassianas eram localizadas e queimadas, sistematicamente privadas de alimentos, ou toda a sua população massacrada. Leo Tolstoy relata que soldados russos atacavam casas nas aldeias durante a noite. Sir Pelgrave, um diplomata britânico que testemunhou os eventos, acrescenta que "seu único crime era não ser russo".
Uma deportação em massa foi lançada contra a população sobrevivente antes do fim da guerra em 1864 e foi concluída em sua maior parte até 1867. Alguns morreram de epidemias ou fome entre as multidões de deportados e foram supostamente comidos por cães após sua morte. Outros morreram quando os navios afundaram durante tempestades. Cálculos, incluindo os números dos próprios arquivos do governo russo, estimaram uma perda de 80–97% da população circassiana nesse processo. As pessoas deslocadas foram estabelecidas principalmente no Império Otomano.
Em 1914, Nicolau II celebrou o 50º aniversário da derrota dos circassianos, descrevendo-a como uma das maiores vitórias do império. Boris Yeltsin reconheceu em 1996, ao assinar um tratado de paz com a Chechênia durante a Primeira Guerra da Chechênia, que a guerra foi uma tragédia cuja responsabilidade recai sobre a Rússia.

## Feriado
Em 1990, os circassianos designaram 21 de maio como o Dia de Luto para seu povo, no qual comemoram a tragédia da nação. É um dia memorável e não útil nas três repúblicas da Federação Russa (Adigueia, Kabardino-Balkária e Karachay-Cherkessia) assim como nas aldeias circassianas do Krai de Krasnodar. O governo da parcialmente reconhecida República da Abcázia também observa o dia de luto em 21 de maio (até 2011, era observado em 31 de maio).
O dia também é amplamente observado com comícios e procissões em países com uma grande diáspora circassiana, como Turquia, Alemanha, Estados Unidos, Jordânia e outros países do Oriente Médio.
Em 2017, o movimento nacional circassiano experimentou um ressurgimento nacional, a disposição dos circassianos para defender sua própria identidade aumentou. Os eventos em grande escala que ocorreram em 21 de maio de 2017 simultaneamente em várias regiões da Rússia são prova incondicional disso. Dezenas de milhares de circassianos na Adigueia, Kabardino-Balkária e Karachay-Cherkessia participaram de eventos de luto dedicados ao aniversário do fim da Guerra Russo-Caucasiana. A diáspora multimilionária de circassianos no exterior não ficou de lado, por exemplo, houve uma procissão em massa com bandeiras nacionais da Circássia pelas ruas centrais das cidades turcas. Pela primeira vez na história da Circássia do pós-guerra, que hoje existe apenas na memória histórica dos circassianos, eventos comemorativos dedicados às vítimas da guerra russo-caucasiana foram realizados em escolas, instituições de ensino superior e em cidades com população compacta de circassianos.

## Perseguição de ativistas circassianos
Em maio de 2014, às vésperas da data trágica (21 de maio), Beslan Teuvazhev, um dos organizadores de uma campanha para fazer fitas comemorativas para o 150º aniversário da Guerra Russo-Caucasiana, foi detido por policiais de Moscou. Mais de 70 mil fitas foram apreendidas dele. Mais tarde, Teuvazhev foi liberado, mas as fitas não foram devolvidas, tendo sido encontrados sinais de extremismo nas inscrições impressas nelas. Ativistas circassianos chamam tal ato de "uma continuação da política de opressão de minorias nacionais" dos tempos do império.
Na primavera de 2017, um tribunal no distrito de Lazarevsky do Krai de Krasnodar condenou o ativista circassiano de setenta anos Ruslan Gvashev por sua participação nos eventos de luto de 21 de maio de 2017 dedicados à memória das vítimas da Guerra Russo-Caucasiana. Ruslan Gvashev é um conhecido ativista circassiano na região, chefe do Shapsug Khase, presidente do Congresso dos Adygues-Shapsugs da região do Mar Negro, vice-presidente da Confederação dos Povos do Cáucaso e da Associação Internacional Circassiana. No entanto, o tribunal considerou o réu culpado de organizar um comício não autorizado e impôs uma multa de 10 000 rublos a Ruslan Gvashev. Devido à deficiência do acusado (Ruslan Gvashev tem uma perna amputada), o tribunal o liberou diretamente da sala de audiência. O ativista circassiano, que não concorda com a acusação ofensiva, em sua opinião, buscou ajuda do Centro de Direitos Humanos da Kabardino-Balkária para obter uma revisão de seu caso e o reconhecimento do direito dos circassianos de realizar eventos memoriais.
Desde o início de 2022, as autoridades têm trabalhado sistematicamente para cancelar eventos comemorativos e festivos circassianos (adigueses).                                                                                         
Sob pretextos forjados, proibiram a celebração do dia da bandeira circassiana e, posteriormente, proibiram a procissão que se havia tornado tradicional em homenagem ao dia de luto de 21 de maio.